# سارال‌لی خشتاب
سارال‌لی خشتاب (ترکی آذربایجانی: Sarallı Xəştab  یا Sarallı Xəşbab) یک منطقهٔ مسکونی در جمهوری آرتساخ است که در استان کاشاتاق واقع شده‌است.